# 哈爾哈齊
哈爾哈齊（穆麟德轉寫：halgaci），滿洲人，清朝政治人物、清朝禮部尚書。
曾任護軍統領。康熙十年十一月壬申，接替祁徹白，擔任清朝禮部尚書，后革。由吳達禮接任。